# О’Локлин, Джон
Джон О'Локлин (John O’Loughlin) — американский политический географ, конфликтолог.
Доктор философии (1973), профессор Колорадского университета в Боулдере.
В 1973 году получил степень доктора философии по географии в Университете штата Пенсильвания.
Отмечен золотой медалью имени Семёнова-Тян-Шанского Русского географического общества (2015) и Myron Weiner award (2015).
Автор публикаций в Nature и PNAS.